# Richu
Richū, född 336, död 406, var regerande kejsare av Japan mellan 400 och 405.